# كولو
كولو رمزها «KU» (بالإنجليزية: Kulu)‏ ، هو تقسيم إداري لدولة الهند تتبع ولاية هيماجل برديش (بالإنجليزية: Himachal  Pradesh)‏ ، مركزها هو مدينة كولو (بالإنجليزية: Kulu)‏ عدد سكانها حسب تعداد سنة 2001 هو 379,865 ، مساحتها 5,503 كم² وكثافة السكان 69 لكل كم² .